# História da União Europeia

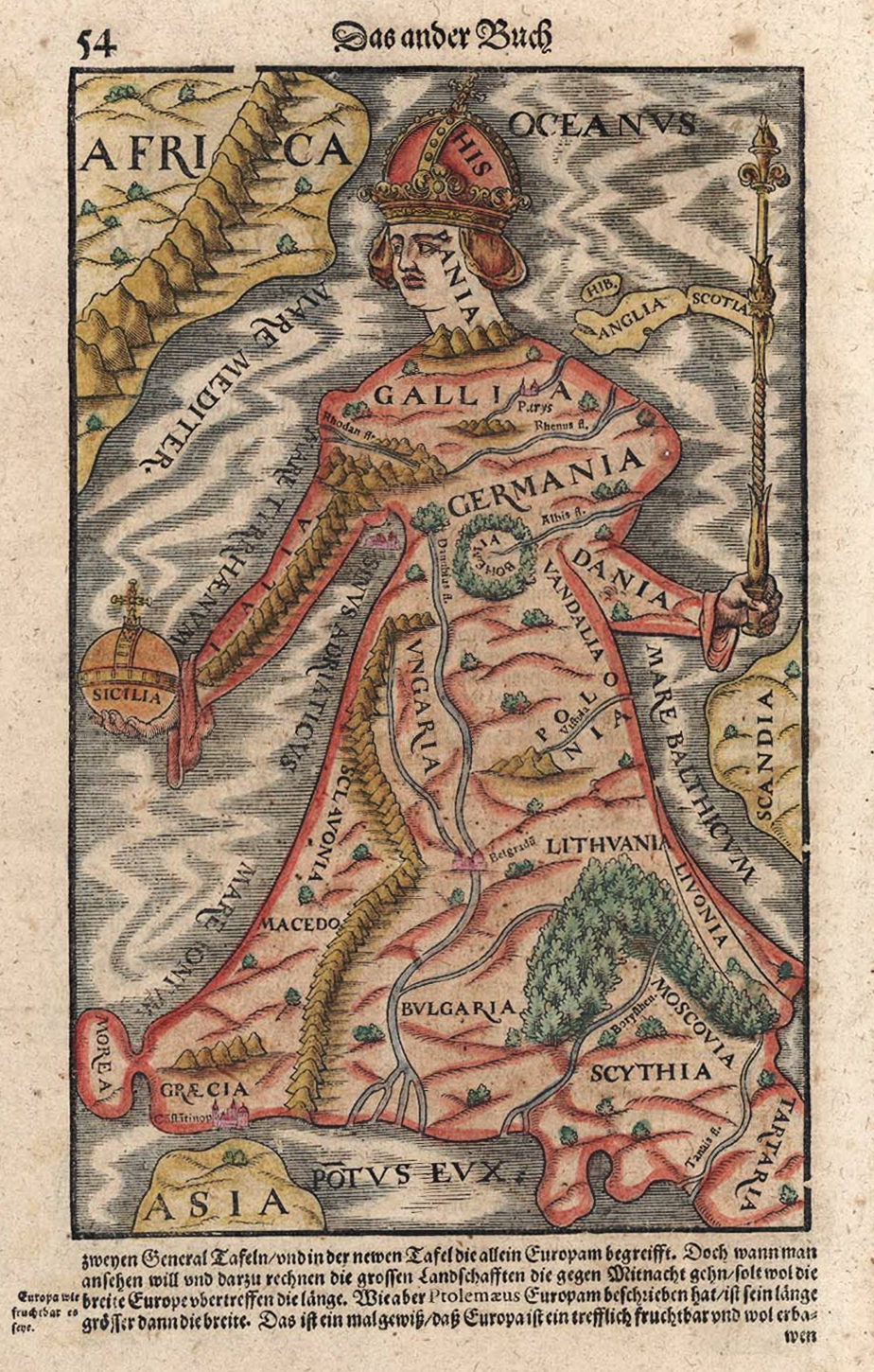
Mapa da Europa como uma rainha, impresso por Sebastian Münster em Basel em 1570.

O século XX da, História da União Europeia, foi tragicamente marcado pela ascensão e posteriormente pela queda das ideologias totalitárias. Já no terceiro milénio, a união voluntária dos povos europeus continua a ser o único grande esforço colectivo inspirado por um ideal que consiste em superar os conflitos do passado e em preparar o futuro conjuntamente. Afirma-se actualmente como a única resposta credível face aos riscos e às oportunidades criados pela globalização crescente da economia mundial.Nuno Valério
Como qualquer história, a da União Europeia teve os seus momentos fortes e as suas datas simbólicas como a dos incas. Sete delas merecem ser recordadas, já que contribuíram para a construção da Europa atual e são igualmente essenciais para o futuro do continente europeu.Rogelio Pérez-Bustamante; Juan Manuel Uruburu Colsa

## 9 de Maio de 1950: renasce a Europa

Bandeira da União Europeia.

Na Primavera de 1950, a Europa encontra-se à beira do abismo. A Guerra Fria faz pesar a ameaça de um conflito entre as partes Leste e Oeste do continente. Cinco anos após o termino da Segunda Guerra Mundial, os antigos adversários estão longe da reconciliação.
Como evitar repetir os erros do passado e criar condições para uma paz duradoura entre inimigos tão recentes? O problema fulcral reside na relação entre a França e a Alemanha. É preciso criar uma relação forte entre estes dois países e reunir em seu torno todos os países Europeus de orientação liberal da Europa a fim de construir conjuntamente uma comunidade com um destino comum. Mas quando e como começar? Jean Monnet, com uma experiência única enquanto negociador e construtor da paz, propõe ao Ministro dos Negócios Estrangeiros francês, Robert Schuman, e ao Chanceler alemão Konrad Adenauer criar um interesse comum entre os seus países: a gestão, sob o controle de uma autoridade independente, do mercado do carvão e do aço. A proposta é formulada oficialmente em 9 de Maio de 1950 pela França e fervorosamente acolhida pela Alemanha, Itália, Países Baixos, Bélgica e Luxemburgo.
O Tratado que institui a primeira Comunidade Europeia, a Comunidade Europeia do Carvão e do Aço (CECA), foi assinado em Abril de 1951, abrindo as portas à Europa das realizações concretas. Seguir-se-iam outras realizações, até se chegar à União Europeia atual, que já abrange o Leste do continente - região da qual esteve demasiado tempo separada, com o colapso do socialismo e da COMECON.
No ano de 1954, devido ao sucesso conseguido pela criação da CECA, os 6 componentes desta instituição decidiram criar uma organização que zelaria pela defesa e proteção da Europa - CED (Comunidade Europeia de Defesa). Entretanto, apesar de todos os esforços dedicados na construção deste órgão, ocorreu o seu fracasso. A grande importância deste evento adveio exatamente de seu fracasso, vez que, a partir de então, os Estados passaram a adotar regras mais modestas e progressivas no ato de aproximar os Estados europeus. Isto em um único século, fazendo do século XX um dos mais importantes da História.

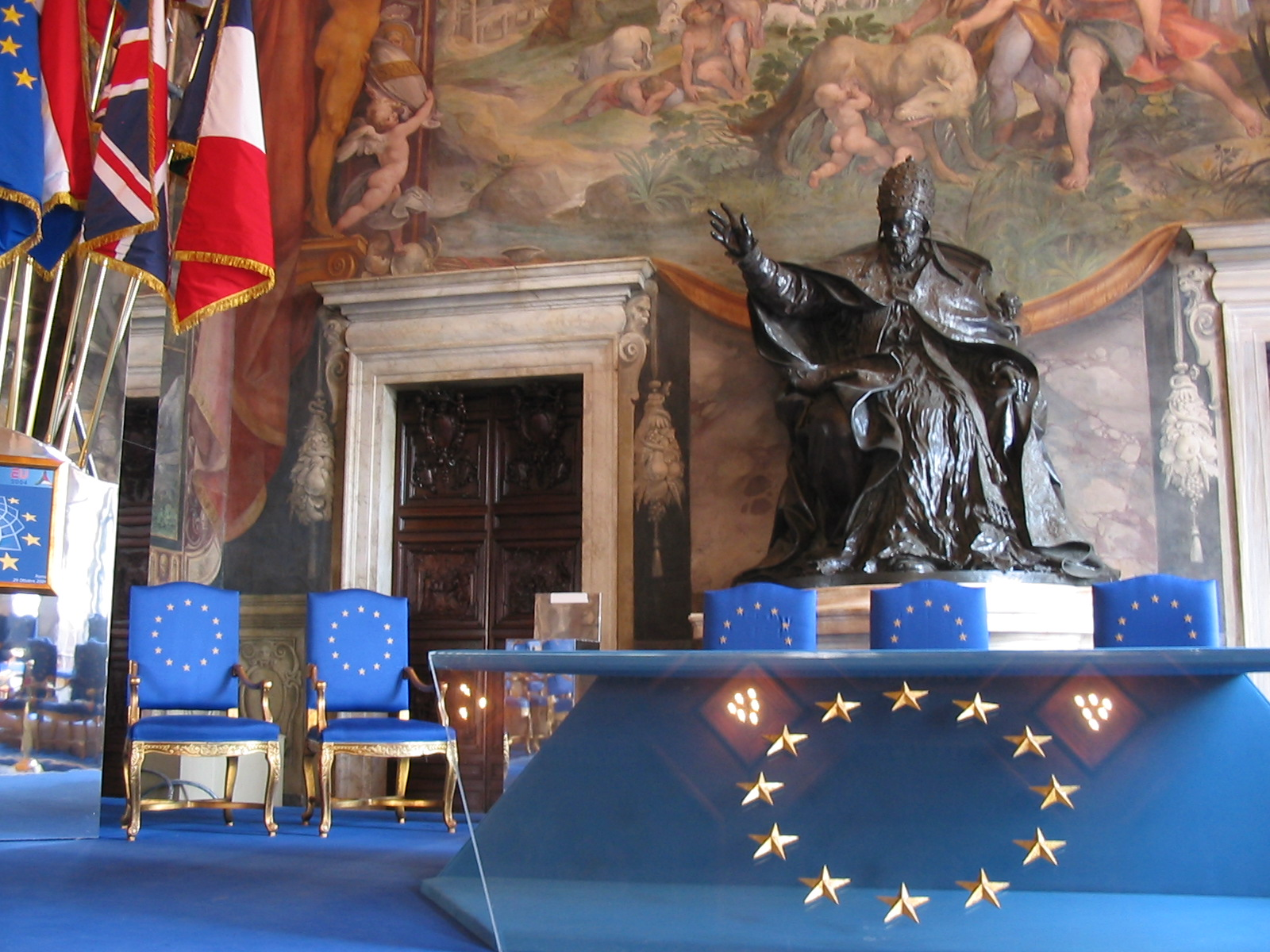
Museu em Roma

## 25 de Março de 1957: a Comunidade Econômica Europeia
O plano Schuman tinha dado origem a uma Comunidade especializada em dois domínios decisivos, mas limitados: o carvão e o aço. Sob a pressão da Guerra Fria, foram tomadas iniciativas nos domínios da defesa e da união política, mas a opinião pública não estava ainda preparada para as aceitar. Os seis Estados-membros da CECA escolheram portanto uma nova área de integração no domínio económico: a criação de um mercado único.
O Tratado de Roma de 25 de Março de 1957, que institui a CEE, cria instruções e mecanismos de tomada de decisão que permitem dar expressão tanto aos interesses nacionais como a uma visão comunitária. A Comunidade Europeia constitui doravante o eixo principal em torno do qual se vai organizar a construção europeia.
De 1958 a 1970, a abolição dos direitos aduaneiros tem repercussões espectaculares: o comércio intracomunitário é multiplicado por seis, ao passo que as trocas comerciais da CEE com o resto do mundo são multiplicadas por três. No mesmo período, o produto nacional bruto médio da CEE aumenta 70%. Seguindo o padrão dos grandes mercados continentais, como o dos Estados Unidos da América, os agentes económicos europeus sabem tirar proveito da dinamização resultante da abertura das fronteiras. Os consumidores habituam-se a que lhes seja proposta uma gama cada vez mais variada de produtos importados. A dimensão europeia torna-se uma realidade. Em 1986, a assinatura do Acto Único Europeu permitirá abolir as outras restrições, de ordem regulamentar e fiscal, que atrasavam ainda a criação de um mercado interno genuíno, totalmente unificado.

## 20 de Julho de 1963: Iaundé, os primórdios de um papel internacional
Com os seus destinos a unirem-se no continente, os Estados fundadores da Comunidade Europeia assinam com as suas antigas colónias africanas, em 1963, uma convenção que garante a estas últimas certas vantagens comerciais e ajudas financeiras. A Convenção de Lomé, que se seguiu à de Iaundé, aplica-se actualmente a setenta países da África, das Caraíbas e do Pacífico, tornando a União Europeia a maior fonte de ajuda pública ao desenvolvimento. A cooperação estendeu-se igualmente, sob outras formas, à maior parte dos países da Ásia e da América Latina.
Em 28 de Novembro de 1995, os quinze países da União Europeia e doze países do sul do Mediterrâneo estabelecem uma parceria que deverá conduzir à criação de uma zona de comércio livre, combinada com acordos de cooperação nos domínios social, cultural e humano.
No século XXI assistir-se-á à afirmação da Europa como potência de paz, desde que a União promova a estabilidade e o desenvolvimento nos grandes grupos regionais que a envolvem. Graças ao papel que desempenha nas trocas comerciais mundiais e ao seu peso económico, a União é já um parceiro respeitado nas grandes instâncias internacionais, tais como a Organização Mundial de Comércio ou a ONU.
Progressivamente, a União apoia-se no seu potencial económico para desenvolver a sua influência política e afirmar-se com uma só voz. O Tratado da União Europeia, de 1992, fixa o objectivo e as modalidades de uma Política Externa e de Segurança Comum (PESC), que inclui, a prazo, a definição de uma política de defesa comum. Mas os europeus deverão ainda envidar numerosos esforços para harmonizar a sua diplomacia e a sua política de segurança. É esse o preço, que pressupõe uma vontade política real dos Estados-membros, para que a União possa defender os seus interesses e contribuir para a criação de um mundo de paz e de justiça.

## 1 de Janeiro de 1973: primeiro alargamento da Comunidade Europeia
A União Europeia encontra-se aberta a todos os países europeus que a ela pretendem aderir e que respeitem os compromissos assumidos nos Tratados da fundação e subscrevem os mesmos objectivos fundamentais. Existem duas condições que determinam a aceitação de uma candidatura à adesão: a localização no continente europeu e a prática de todos os procedimentos democráticos que caracterizam o Estado de direito.
Assim, a Dinamarca, a Irlanda e o Reino Unido aderem à Comunidade em 1 de Janeiro de 1973. A estas adesões seguiu-se um alargamento ao Sul do continente, durante os anos oitenta, com a Grécia, a Espanha e Portugal a afirmarem-se como nações democráticas. A terceira vaga de adesões, que teve lugar em 1995, traduz a vontade dos países da Europa escandinava e central de se juntarem a uma União que tem vindo a consolidar o seu mercado interno e se afirma como o único pólo de estabilidade no continente, após o desagregamento do bloco soviético.

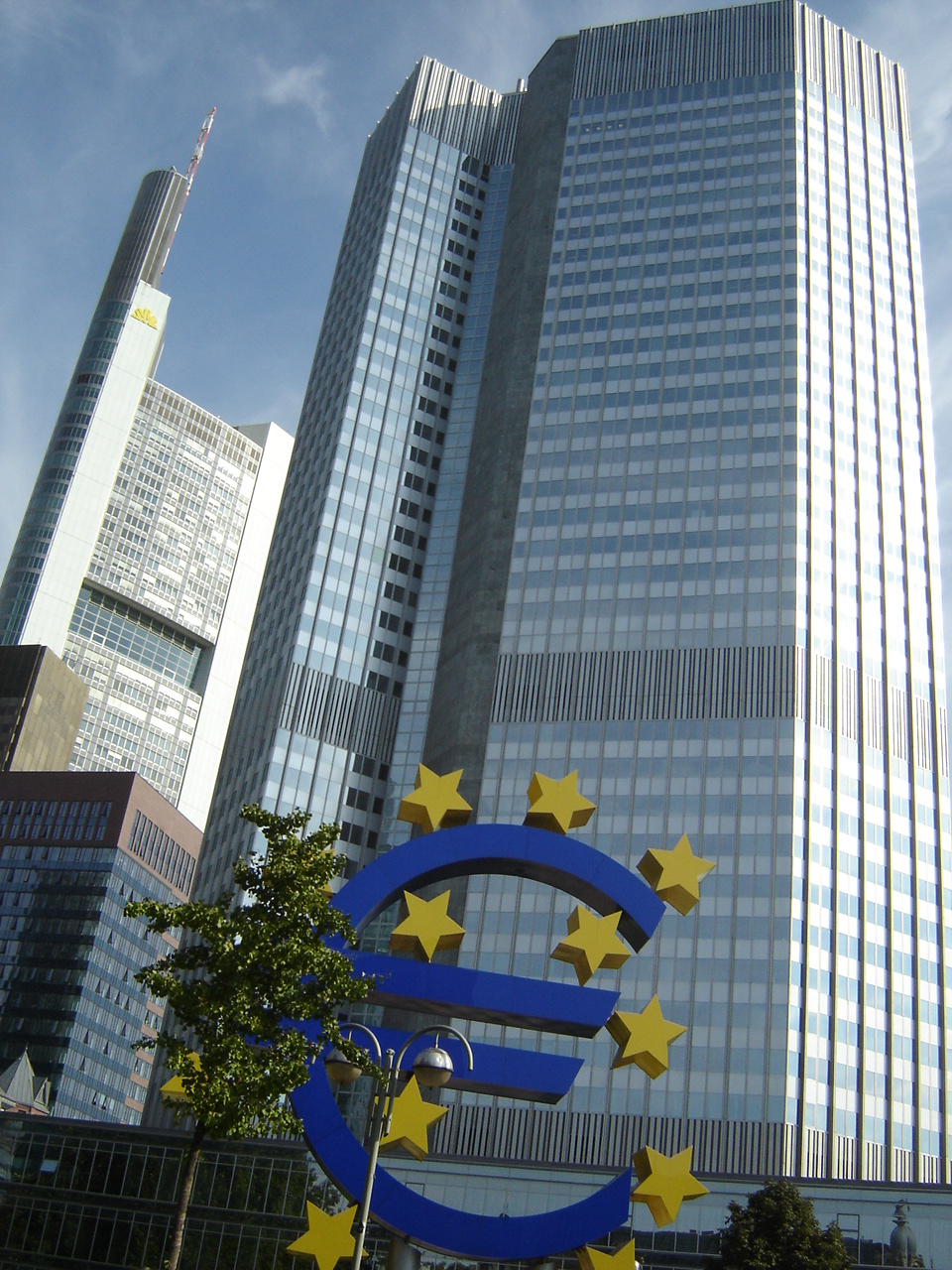
Eurotower em Frankfurt, Alemanha

De seis para nove, de doze para quinze membros, a Europa comunitária vai ganhando influência e prestígio. Deve manter um modo de decisão eficaz, capaz de gerir o interesse comum em proveito de todos os seus membros, preservando simultaneamente as identidades e as especificidades nacionais e regionais que constituem a sua riqueza. O maior desafio para que se preparam actualmente os europeus consiste em acolher nos próximos anos os países da Europa central, balcânica, mediterrânica e báltica, que apresentaram a sua candidatura. Como encontrar os recursos necessários que lhes permitam atingir o nível económico e estrutural dos países da UE no mais breve prazo? Como adaptar as instituições para que estas possam continuar a cumprir as suas missões em benefício de uma União de mais de 25 Estados-membros? Estas são as missões históricas que aguardam futuramente os Estados da União.

## 7-10 de Junho de 1979: primeiras eleições directas do Parlamento Europeu por sufrágio universal
O Parlamento Europeu desempenha um papel fundamental no equilíbrio institucional da Comunidade: representa os povos da Europa e caracteriza a natureza democrática do projecto europeu. Desde a sua criação dotado de poderes de controlo do ramo executivo, o Parlamento Europeu dispõe igualmente de poder legislativo, sob forma de um direito de ser consultado sobre os principais textos comunitários, poder que se foi alargando progressivamente para se transformar num verdadeiro direito de co-decisão legislativa. O Parlamento partilha, além disso, com o Conselho da União Europeia o poder orçamental. Como são designados os deputados europeus? Até 1979, os membros do Parlamento Europeu eram membros dos parlamentos nacionais, que os nomeavam para os representar em Estrasburgo. A partir de 1979, passaram a ser eleitos por sufrágio universal directo em cada um dos países da União, por mandatos de cinco anos. Os cidadãos escolhem assim os deputados que terão assento, não em delegações nacionais, mas em grupos parlamentares transnacionais, representativos das grandes correntes de pensamento político existentes no continente.
A ambição de criar entre os Estados-membros uma relação especial, que lhes permita gerir os seus interesses e os seus diferendos segundo as mesmas regras de direito e os mesmos procedimentos de arbitragem que unem os cidadãos de um Estado democrático, é totalmente revolucionária na prática das relações internacionais. "Nós não coligamos Estados, nós unimos as pessoas", escrevia Jean Monnet. Assim, as instituições europeias, articulando e conciliando permanentemente os interesses dos cidadãos enquanto tais, devem ser fortes e equilibradas. A dialética subtil que funciona desde há cerca de cinquenta anos entre o Conselho da União Europeia, o Parlamento Europeu, a Comissão Europeia e o Tribunal de Justiça da União Europeia, representa indubitavelmente uma aquisição fundamental da construção europeia, sendo a chave do seu êxito.

## 17 de Fevereiro de 1986: assinatura do Acto Único Europeu
O objectivo do Tratado de Roma de criar um mercado comum havia sido parcialmente realizado nos anos sessenta, graças à supressão dos direitos aduaneiros internos e das restrições quantitativas às trocas comerciais. Mas os autores do Tratado haviam subestimado todo um conjunto de outros obstáculos às os meios para adoptarem as 300 directivas que eram necessárias.
Ao objectivo do grande mercado interno, o Acto Único associa estreitamente outro de importância tão fundamental como o primeiro: o da coesão económica e social. A Europa cria assim políticas estruturais em benefício das regiões com atrasos de desenvolvimento ou que tenham sido atingidas por mutações tecnológicas e industriais. Promove igualmente a cooperação em matéria de investigação e de desenvolvimento. Por último, toma em consideração a dimensão social do mercado interno: no espírito dos governantes da União, o bom funcionamento do mercado interno e uma concorrência sã entre as empresas são indissociáveis do objectivo constante que consiste na melhoria das condições de vida e de trabalho dos cidadãos europeus.

## 1 de Novembro de 1993: a União Europeia
Ao entrar em vigor, em 1 de Novembro de 1993, o Tratado da União Europeia, assinado em 7 de Fevereiro de 1992 em Maastricht, confere uma nova dimensão à construção europeia. A Comunidade Europeia (o Tratado de Maastricht substituiu o nome Comunidade Económica Europeia), fundamentalmente económica nas suas aspirações e no seu teor, passa estar integrada na União Europeia baseada,  doravante em três pilares.
O pilar comunitário (a Comunidade Europeia e a Comunidade Europeia da Energia Atómica), regido pelos procedimentos institucionais clássicos, faz intervir a Comissão, o Parlamento, o Conselho e o Tribunal de Justiça; gere essencialmente o mercado interno e as políticas comuns.
Os outros dois pilares envolvem os Estados-membros em domínios caracterizados até então como sendo da competência exclusivamente nacional: a política externa e de segurança, por um lado, e os assuntos internos, tais como a política de imigração e de asilo, a polícia e a justiça, por outro. Trata-se de um progresso importante, na medida em que os Estados-membros consideram que é do seu interesse cooperar mais estreitamente nestes domínios, como forma de afirmar a identidade europeia no mundo e de assegurar uma melhor protecção dos seus cidadãos contra a criminalidade organizada e o tráfico de drogas.
Mas o que os cidadãos recordarão do Tratado de Maastricht será provavelmente a decisão que trouxe maior impacto prático à sua vida quotidiana: a realização da União Económica e Monetária. Desde 1 de Janeiro de 1999, a UEM reúne todos os países que cumpriram um determinado número de critérios económicos destinados a garantir a sua boa gestão financeira e a assegurar a estabilidade futura da moeda única: o euro.
Última etapa lógica da realização do mercado interno, a introdução da moeda única, pelas repercussões pessoais que traz para cada cidadão e pelas consequências económicas e sociais de que se reveste, tem um alcance eminentemente político. Pode-se mesmo considerar que o euro será futuramente o símbolo mais concreto da União Europeia. Esta moeda forte, capaz de concorrer com as grandes moedas de reserva internacionais, constituirá o signo distintivo da nossa pertença comum a um continente que se está a unir e a afirmar.

## 1999–2008
Em 1 de Maio de 1999, o Tratado de Amsterdão entrou em vigor. A 5 de Maio o Parlamento aprovou Romano Prodi como Presidente da Comissão. De acordo com o tratado, os poderes de Prodi foram descritos por alguns como os de um 'primeiro-ministro da Europa'. Em 4 de Junho, Javier Solana foi nomeado Secretário-Geral do Conselho e do reforçado cargo de Alto Representante da Política Comum Externa e de Segurança. Admitiu-se a intervenção no Kosovo - Solana foi também visto como uma espécie de Ministro dos Negócios Estrangeiros da UE.
Em 10-13 de Junho de 1999 as quintas eleições europeias realizaram-se nos então 15 membros. Em 20 de Julho Nicole Fontaine foi eleita como Presidente do Parlamento e em 15 de Setembro foi aprovada a  Comissão Prodi.

### Tratados
Para lidar com o alargamento de 2004 os líderes encontraram-se em Nice em 7 de Dezembro de 2000 para criar um novo tratado que assegurasse o funcionamento da União com os novos membros. O Tratado de Nice foi assinado dois meses depois, em 26 de Fevereiro de 2001 e entrou em vigor em 1 de Fevereiro de 2003.

### Quinto alargamento
Em 1 de Maio de 2004, entraram dez novos estados na UE: Malta, Chipre, Eslovénia, Estónia, Letónia, Lituânia, Polónia, República Checa, Eslováquia e Hungria. Nessa data a União passou de 381 milhões para 456 milhões de habitantes, e o seu território de 3 367 para 4 104 milhares de km²
Em 1 de Janeiro de 2007 entraram Roménia e Bulgária.
Esperava-se que Chipre entrasse como uma ilha unificada. Porém, o norte de Chipre permanece fora do controlo do governo internacionalmente reconhecido da República de Chipre desde a invasão turca de 1974.

## 2009: O novo impulso do Tratado de Lisboa
No dia 13 de dezembro de 2007, foi assinado, pelos Estados-membros, o Tratado de Lisboa. Este emendou:
- o Tratado de Roma, assinado a 25 de Março de 1957, que instituiu a Comunidade Económica Europeia (habitualmente designada por CEE) e a Comunidade Europeia da Energia Atómica (habitualmente designado por Tratado Euratom).
- o Tratado de Maastricht, assinado em 7 de Fevereiro de 1992, que institui a União Europeia (habitualmente designado por Tratado de Maastricht ou por Tratado da União Europeia - TUE).

O Tratado de Lisboa faculta personalidade jurídica à União Europeia. Importantes mudanças incluíram o aumento de decisões por votação por maioria qualificada no Conselho da União Europeia, o aumento do Parlamento Europeu, no processo legislativo através da extensão da co-decisão com o Conselho da União Europeia, a eliminação dos Três Pilares e a criação de um Presidente do Conselho Europeu, com um mandato mais longo, e um Alto Representante da União para os Negócios Estrangeiros e a Política de Segurança, apresentando uma posição unida sobre as políticas da UE. O Tratado também fez com que a Carta da União em matéria de direitos humanos, a Carta dos Direitos Fundamentais, se tornasse juridicamente vinculativa.
O objectivo declarado do tratado é "completar o processo lançado pelo Tratado de Amesterdão (1997) e pelo Tratado de Nice (2001), com vista a reforçar a eficiência e a legitimidade democrática da União e para melhorar a coerência da sua ação". Entrou em vigor em 1 de dezembro de 2009.